# Erik van Trommel
Erik van Trommel (Den Haag, 2 april 1967) is een Nederlands acteur, producent en scenarioschrijver. Hij is met name bekend als Ernst uit het kinderprogramma Ernst, Bobbie en de rest.

## Carrière
Samen met Gert-Jan van den Ende (Bobbie) begon hij in 1987 als programmamaker met het maken van kinderliedjes en -programma's voor kinderen die werden verpleegd in het Juliana Kinderziekenhuis in Den Haag.
In 1989 maakte het duo een overstap naar een lokale televisieomroep. Tevens trokken ze met een kindershow door Nederland. In 1991 traden Van Trommel en Van den Ende in dienst van de omroep Kindernet, waar ze medeverantwoordelijk werden voor de aankoop van programma's en de programmering. In 1997 kregen ze de kans een eigen avontuur te maken: Ernst, Bobbie en de Rest: In de dierentuin. Dit was zo'n succes dat er diverse avonturen volgden. Ook de optredens in het land trokken in de loop der tijd steeds meer bezoekers. Vanaf 2002 presenteert het duo het jaarlijkse kinderfestijn Het Feest van Sinterklaas. Vanaf 2003 werden de avonturen van Ernst, Bobbie en de Rest niet meer uitgezonden op Kindernet, maar op Fox Kids (nu Disney XD). Vanaf 1 oktober 2009 zijn de avonturen van Ernst, Bobbie en de Rest verplaatst naar Net5. Vanaf 2011 zijn Ernst, Bobbie en de Rest op RTL 8 te zien. Vanaf 9 januari 2021 zijn ze elke zaterdagochtend 2 uur lang te zien op RTL 4.
Naast Ernst en Bobbie schrijft en produceert van Trommel de kinderseries "XMIX", Burgers' Zoo en Waarom, Burgers' Zoo Natuurlijk, de Ep de Pret Show, Uitgelicht Burgers' Zoo en de theatershows Bobo's verjaardag show en Checkpoint Theater. Deze programma's produceert en bedenkt hij samen met Gert-Jan van den Ende met hun bedrijf Trend Media.

## Onderscheidingen
In 2002 kreeg Van Trommel samen met Gert-Jan van den Ende een Gouden Stuiver uitgereikt, voor Ernst en Bobbie als beste kinderprogramma. Voor zijn werk werd Trommel op 29 april 2006 benoemd tot Ridder in de Orde van Oranje Nassau. 